# شمس‌آباد (درمیان)
شمس آباد روستایی در دهستان قهستان بخش قهستان شهرستان درمیان استان خراسان جنوبی ایران است. بر پایه سرشماری عمومی نفوس و مسکن در سال ۱۳۹۰ جمعیت این روستا ۶۹ نفر (در ۲۲ خانوار) بوده است.